# دژوا
دژوا (به صربی: Deževa) یک منطقهٔ مسکونی در صربستان است که در نووی پازار واقع شده‌است.